# Archezoa
Archezoa var ett rike som föreslogs av Thomas Cavalier-Smith för eukaryoter som avskildes innan mitokondrier utvecklades. Vid olika tillfällen innefattades Archamoebae, Metamonada och Microsporida i riket. Dessa grupper återfinns nära basen för eukaryoternas utveckling på rRNA-trädet. Dock är det nu känt att alla dessa grupper utvecklats från förfäder med mitokondrier och träd som bygger på andra gener stöder inte deras basala placering. Riket Archezoa har därför övergivits.